# Christuskirche (Harpstedt)

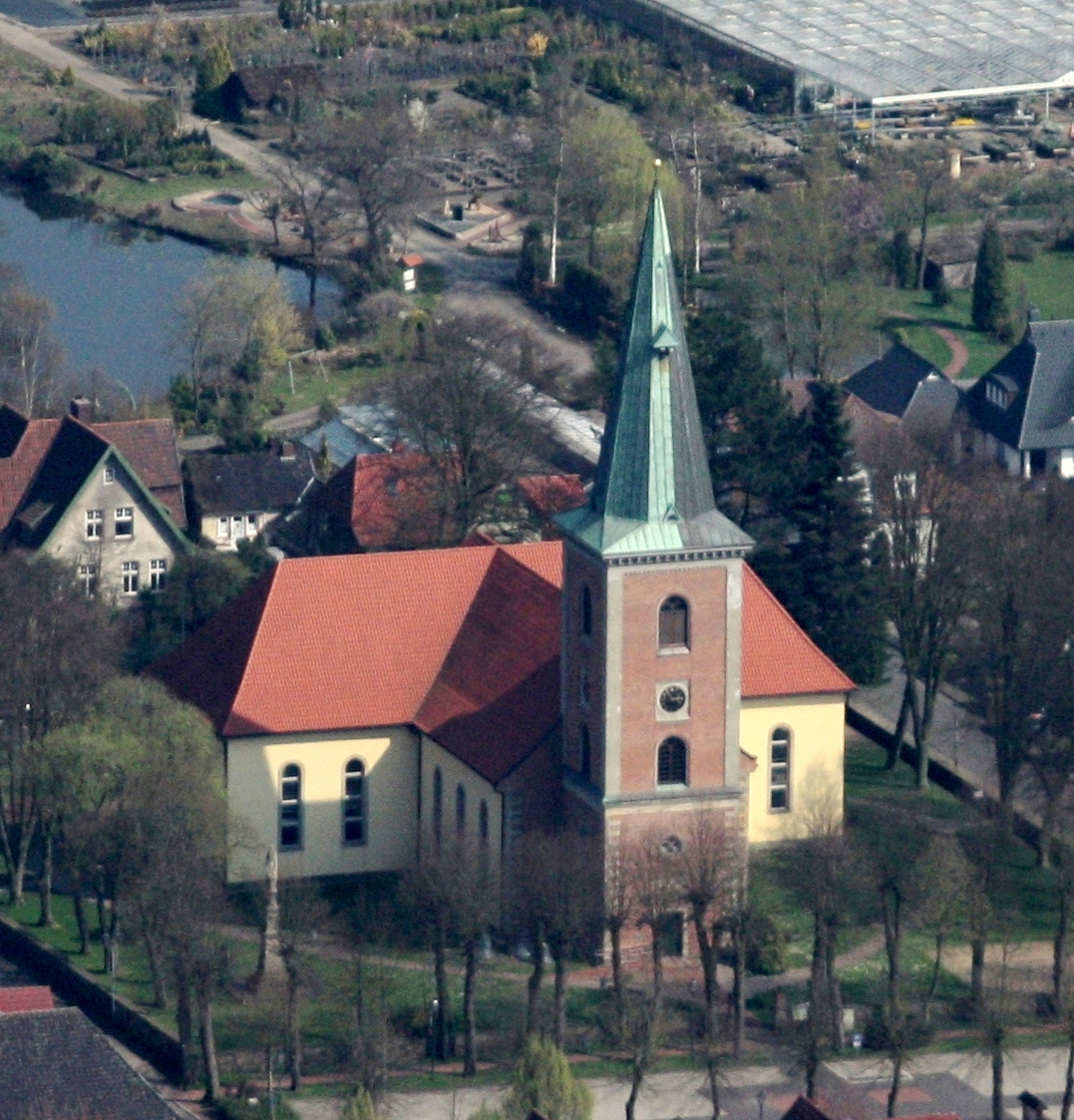
Die Christuskirche in Harpstedt

Die Christuskirche in Harpstedt ist eine evangelische Kirche in der niedersächsischen Gemeinde Harpstedt (seit 1977 Landkreis Oldenburg, aber Hannoversche Landeskirche).
Kirche und die Pfarrhäuser I + II stehen unter Denkmalschutz.

## Geschichte

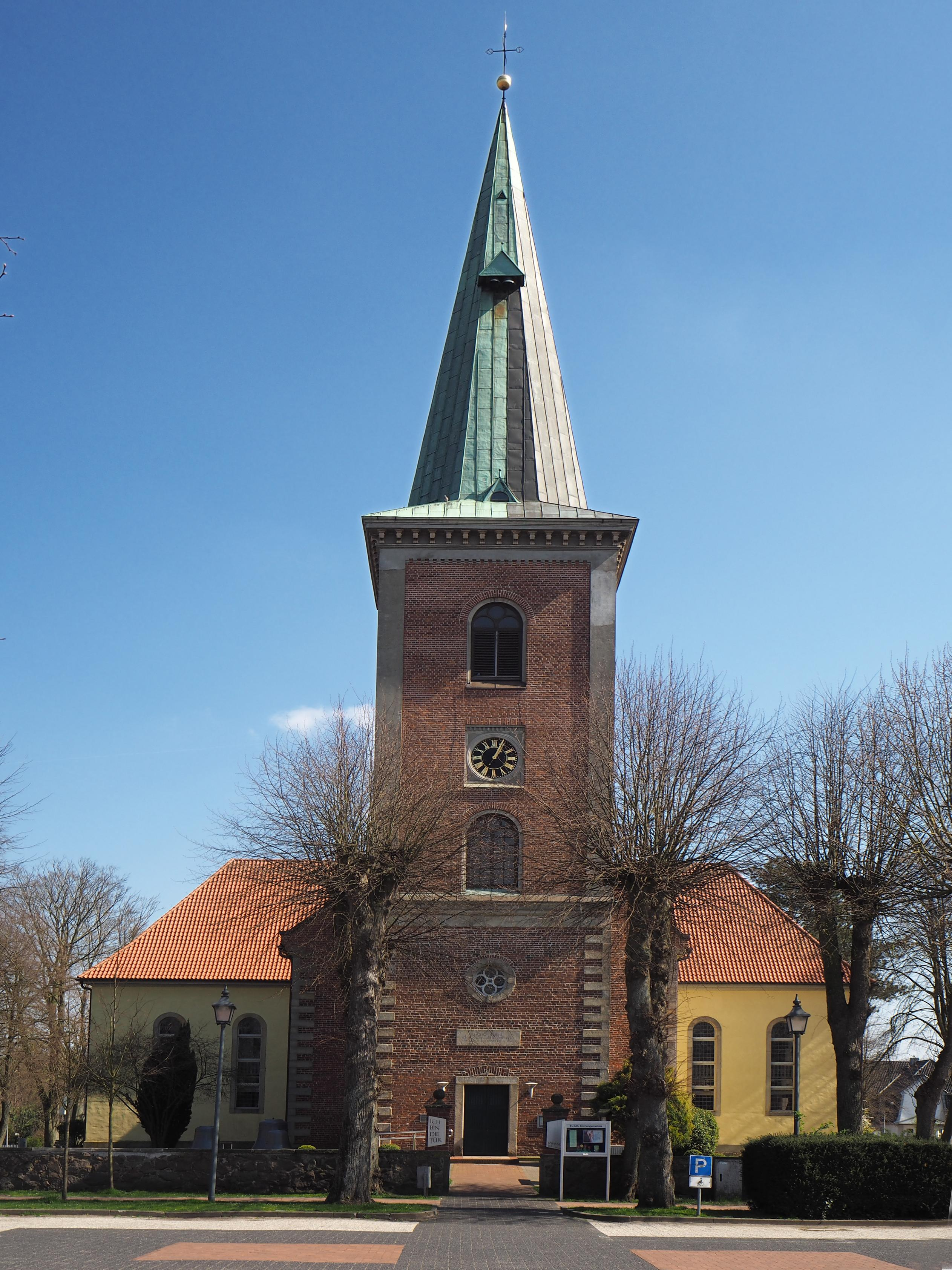
Der Turm wurde erst 1880 vollendet.

1242 ist erstmals eine eigene Kirche in Harpstedt nachgewiesen. Der Chronist Johann Heinrich Redecker (1682–1649) berichtet über die Zerstörung der Martinskirche in Harpstedt nach einem Brand im Jahr 1626. Die 1628 wieder aufgebaute Martinskirche überstand einen zweiten Großbrand im Jahr 1663 zunächst unversehrt, brannte aber bei einer weiteren Feuersbrunst 1739 vollständig ab.
Der Nachfolgebau – die Kirche in der heutigen Form – ist in den Jahren 1742 bis 1747 nach Plänen von Ernst Braun errichtet und 1753 geweiht. Gleichzeitig erfolgte die Umbenennung zur Christuskirche. Vom Turm wurde zunächst nur das Untergeschoss fertiggestellt, erst 1880 wurde der Turm vollendet.
1952 hat man die Turmhalle zu einem Gedächtnisraum für Kriegsopfer umgestaltet. 1987 erhielt die Christuskirche ein neues Geläut. 2001 bis 2006 erfolgte eine umfassende Renovierung.

## Bauwerk
Es handelt sich um eine barocke Saalkirche mit T-förmigem Grundriss, die aus Backsteinen errichtet wurde. Das Bauwerk ist in weiten Teilen verputzt. Nur der Westgiebel sowie der Turm zeigen unverputztes Backsteinmauerwerk, das mit Werkstein gegliedert ist. Der ca. 46 m hohe Turm trägt ein kupfergedecktes, spitzes Pyramidendach. Das breite Querhaus weist hohe rundbogige Fenster mit Einfassungen aus Sandstein auf und wird von einem Walmdach abgeschlossen. Eine flache dreiseitige Apsis schließt sich im Osten an – wobei die Kirche nicht genau geostet ist, da sie sich dem rechtwinkligen Straßenbild des Ortes anpasst.

## Innenraum und Ausstattung

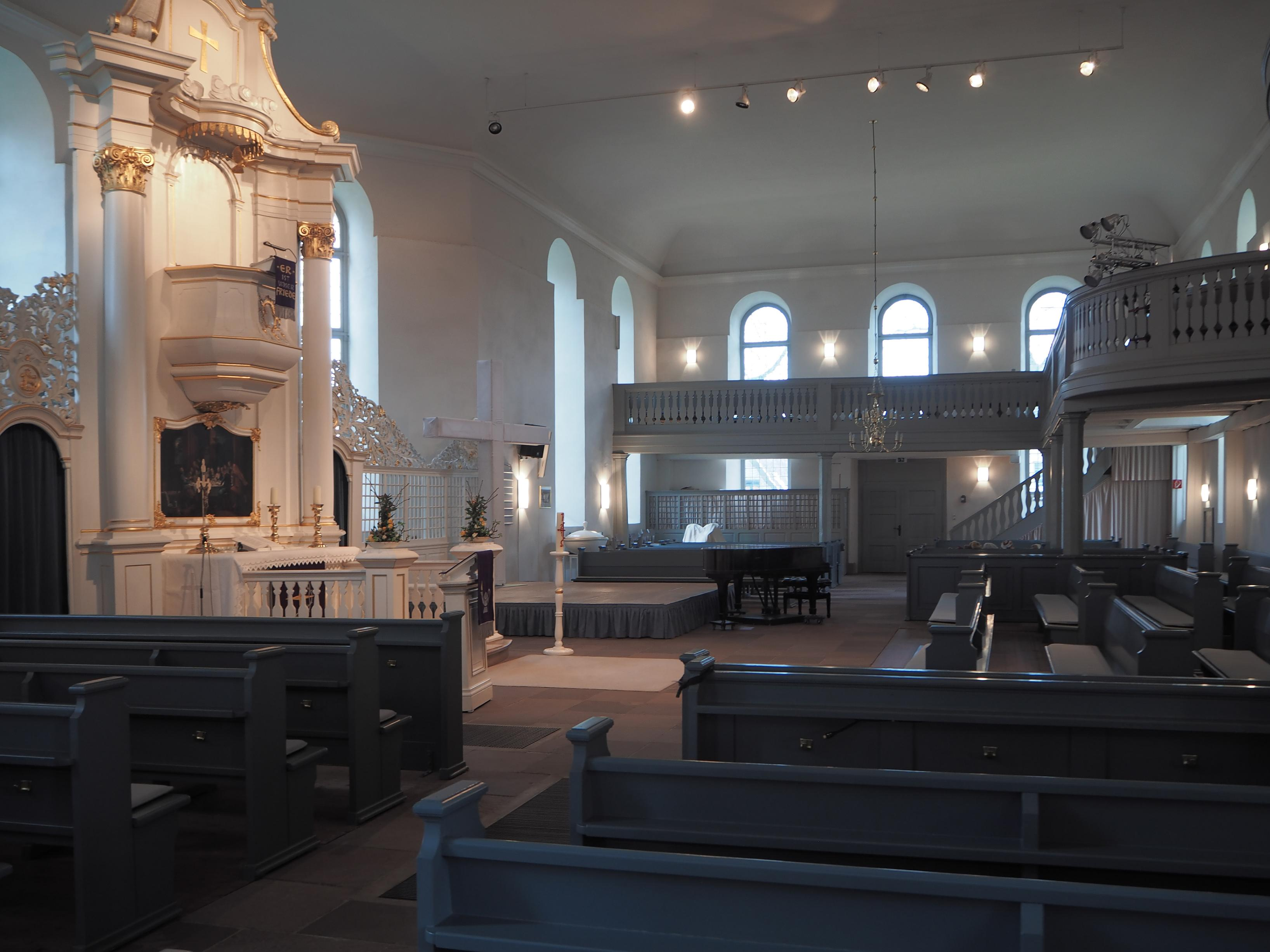
Innenraum – Querhaus mit Kanzelaltar und Empore

Das ausladende Querschiff ermöglicht einen weitläufigen Innenraum und vermittelt einen großzügigen Raumeindruck. Die Kirche ist mit einer umlaufenden Empore versehen, nur die Altarwand bleibt frei. Die Decke wurde als Flachdecke mit Voluten ausgeführt (Volutendecke). Der Raum ist insgesamt eher zurückhaltend dekoriert.

### Kanzelaltar
Der Hofbildhauer Johann Friedrich Blasius Ziesenis (1718–1787) entwarf 1751 den stattlichen Kanzelaltar, der den Innenraum zu dominieren scheint. In der Mitte des Altarretabels ist zwischen zwei Säulen die Kanzel angebracht, gekrönt von einem Schalldeckel mit einer Taube (- die Taube ist 2005 ergänzt worden). An der Spitze des Retabels ist ein gleichseitiges Dreieck mit einem Auge zu sehen. Das Auge Gottes und die Dreieinigkeit werden hier symbolisiert. Das Gemälde unterhalb der Kanzel stellt das Letzte Abendmahl Jesu dar. Der Maler und Vergolder Anton Thilo (1710–1776) schuf das Bild im Jahr 1751.
Ein Gitter mit zwei Toren beidseitig des Altars leitet über zu den Seitenwänden. Es ist durch ein Akanthusschnitzwerk gekrönt, stammt aber nicht aus der Barockzeit, sondern wurde 1879 hinzugefügt.

### Markusskulptur
Über dem Durchgang von der Turmhalle zum Kirchenschiff ist die geschnitzte Figur eines unbekannten Künstlers zu sehen, die den Evangelisten Markus darstellt. Er trägt ein Buch oder eine Tafel in der linken Hand und hebt den rechten Arm mit ausgestrecktem Zeigefinger. Vor ihm zu seinen Füßen sitzt ein Löwe, das Attribut des Evangelisten Markus.

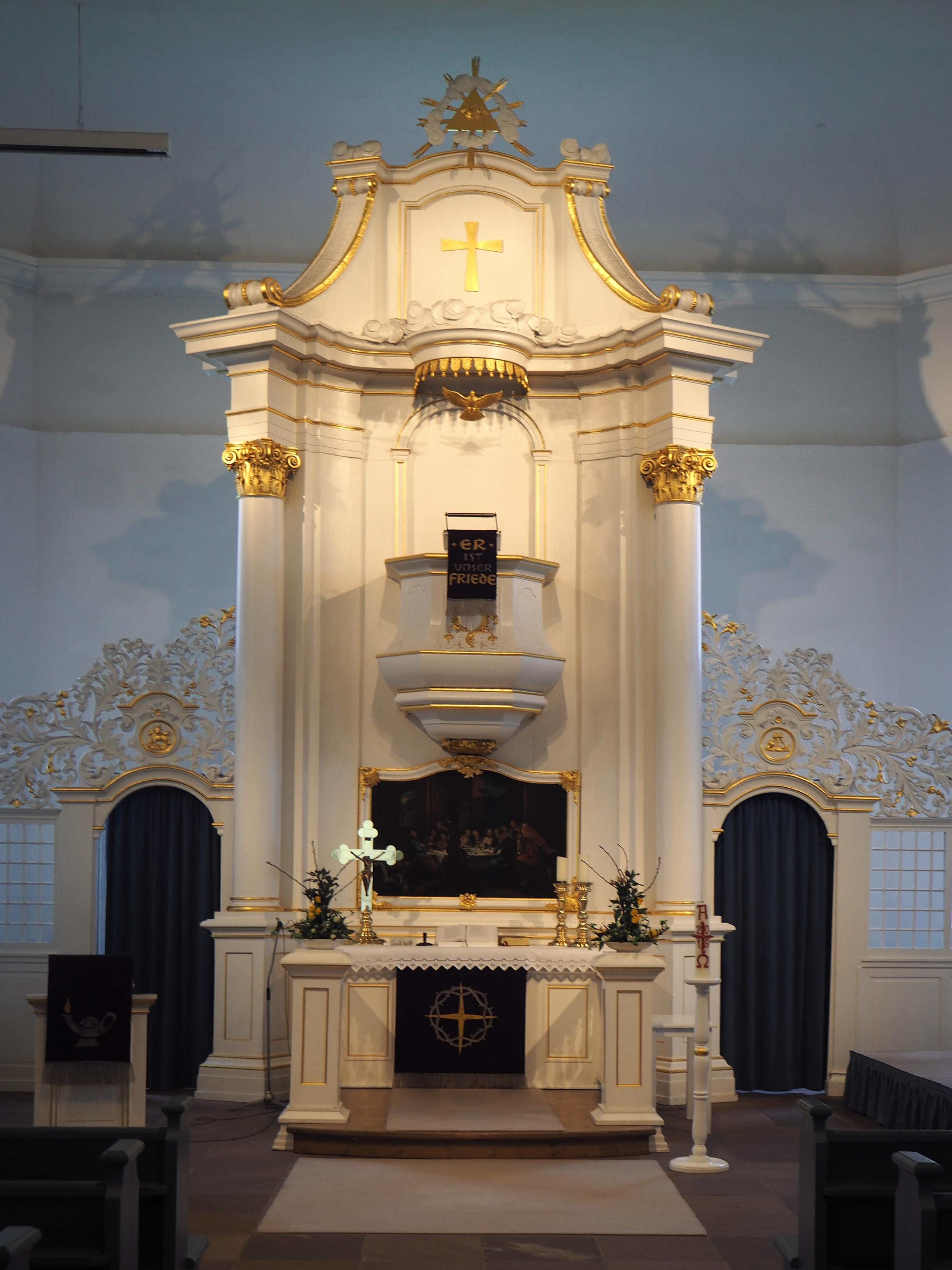
Kanzelaltar von 1751
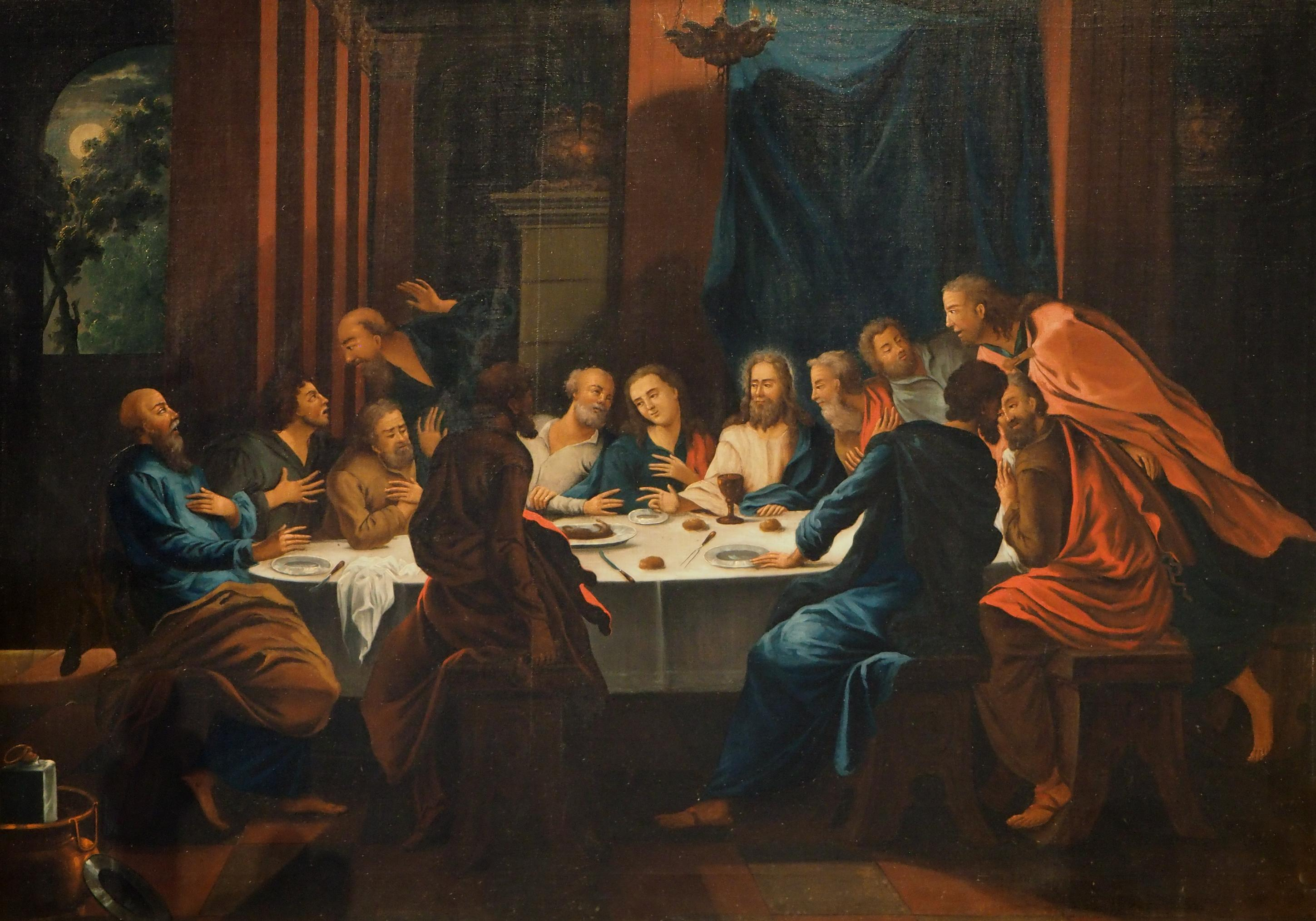
Gemälde Christi Abendmahl von A. Thilo
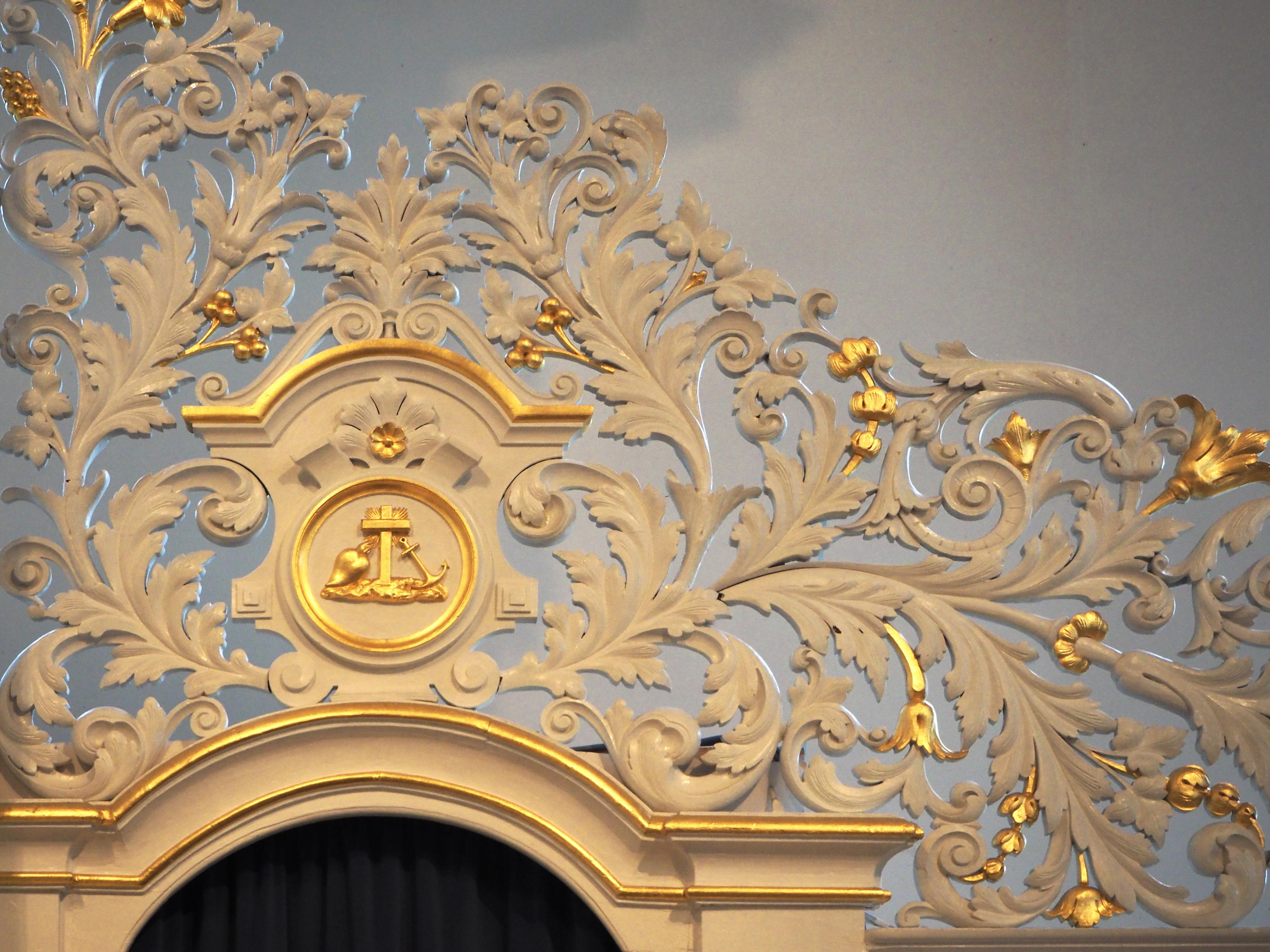
Akanthus-Ornamente von 1879
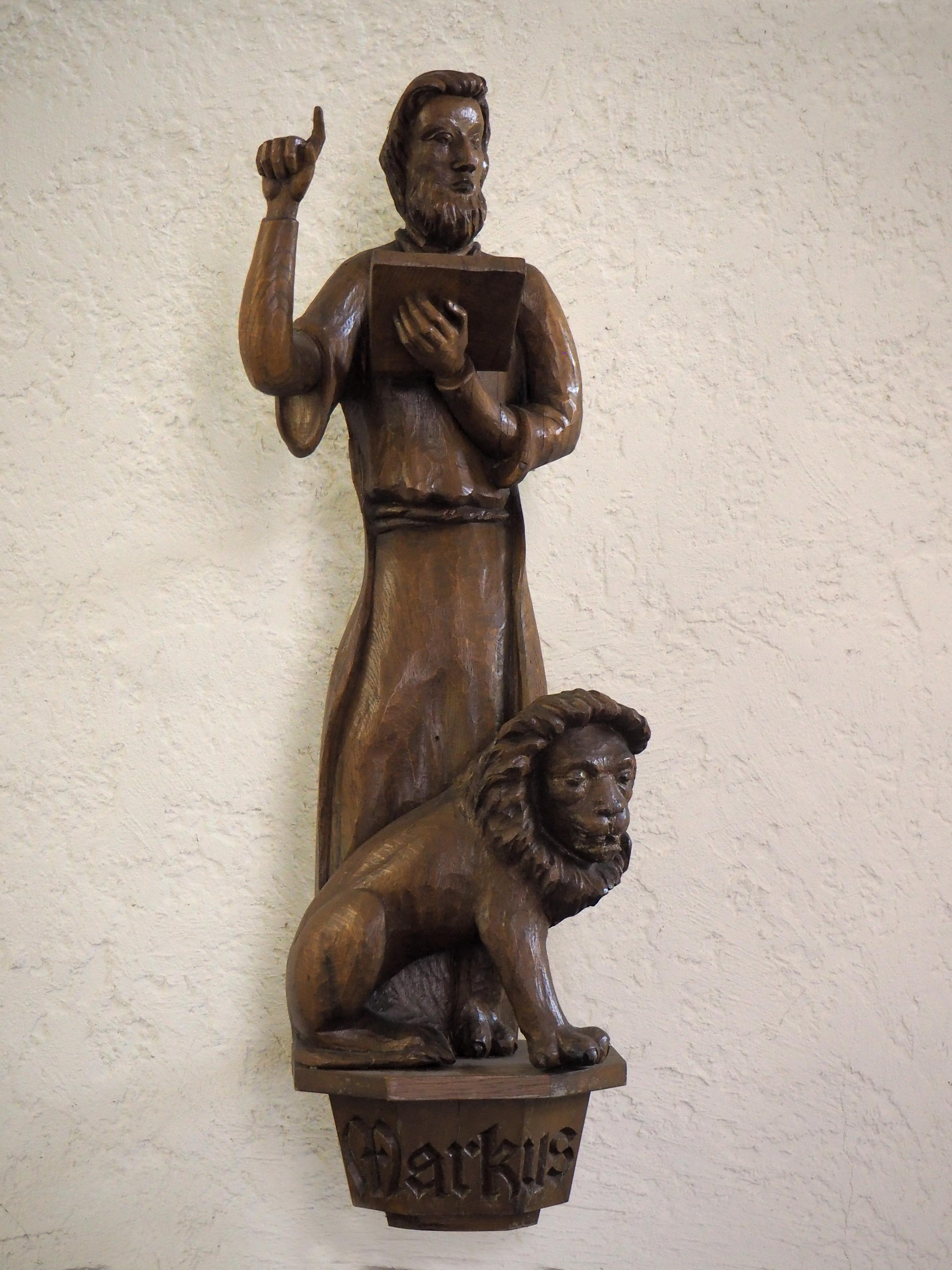
Markusskulptur

### Orgel
Die Orgel wurde 1926 von dem Orgelbauer Faber & Greve erbaut, in ein vorhandenes Orgelgehäuse aus dem Jahre 1795 von Heinrich Rudolf Köster eingesetzt. Das Schleifladen-Instrument hat 25 Register auf zwei Manualen und Pedal. Die Spiel- und Registertrakturen sind mechanisch.

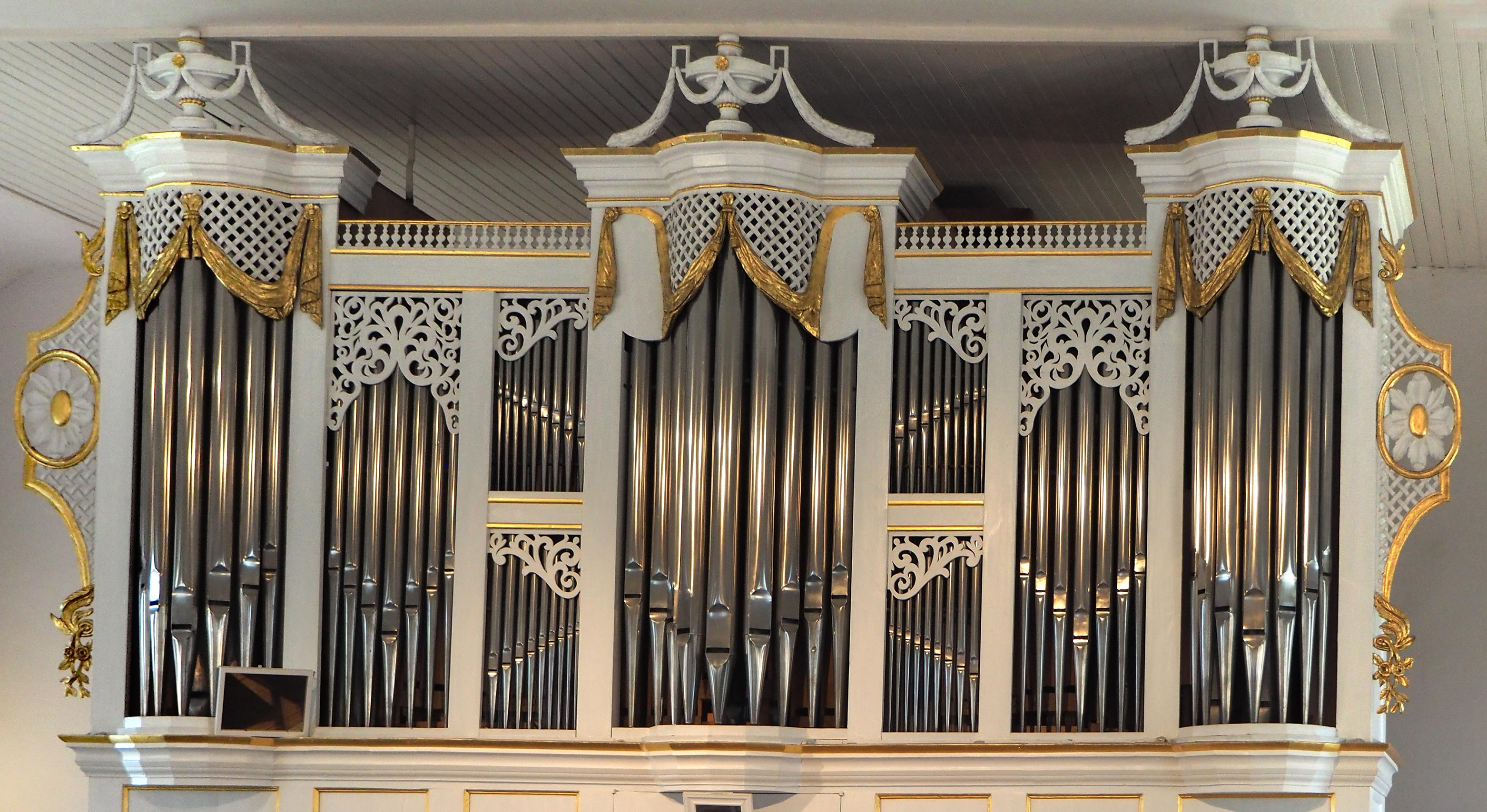
Orgelprospekt von 1795

| I Hauptwerk C–a3 |                   |        |
| 1.               | Quintade          | 16′    |
| 2.               | Prinzipal         | 08′    |
| 3.               | Gedackt           | 08′    |
| 4.               | Oktave            | 04′    |
| 5.               | Rohrflöte         | 04′    |
| 6.               | Quinte 0          | 02 ⁄3′ |
| 7.               | Oktave            | 02′    |
| 8.               | Kornett V (ab g0) | 08′    |
| 9.               | Mixur VI-VIII     | 01 ⁄3′ |
| 10.              | Trompete          | 08′    |

| II Hinterwerk C–a3 |            |         |
| 11.                | Rohrflöte  | 08′     |
| 12.                | Prinzipal  | 04′     |
| 13.                | Hohlflöte  | 04′     |
| 14.                | Waldflöte  | 02′     |
| 15.                | Tertian II | 01 3⁄5′ |
| 16.                | Scharff IV | 01′     |
| 17.                | Oboe       | 08′     |
|                    | Tremulant  |         |

| Pedal C–f1 |             |     |
| 18.        | Prinzipal   | 16′ |
| 19.        | Subbass     | 16′ |
| 20.        | Oktave      | 08′ |
| 21.        | Oktave      | 04′ |
| 22.        | Nachthorn   | 02′ |
| 23.        | Mixtur IV 0 | 02′ |
| 24.        | Posaune     | 16′ |
| 25.        | Trompete    | 08′ |

- Koppeln: II/I, I/P, II/P.

### Glocken
Nachdem die alte Bronzeglocke 1918 für Kriegszwecke beschlagnahmt und abgebaut wurde, erstand die Gemeinde 1922 zwei Eisenglocken. 1948 kam eine dritte hinzu. Die Eisenglocken sind heute vor der Kirche aufgestellt.
1987 erhielt die Kirche das jetzige Geläut, bestehend aus vier bronzenen Glocken:
|             | Taufglocke                       | Trauglocke             | Friedensglocke      | Betglocke                                      |
| ----------- | -------------------------------- | ---------------------- | ------------------- | ---------------------------------------------- |
| Ton         | a                                | fis                    | e                   | cis                                            |
| Gewicht     | 553 kg                           | 860 kg                 | 1030 kg             | ?                                              |
| Durchmesser | 94 cm                            | 111 cm                 | 122 cm              | ?                                              |
| Aufschrift  | Siehe ich bin bei Euch alle Tage | Fürchtet Euch nicht!   | Der Herr segne Euch | Ehre sei Gott in der Höhe und Friede auf Erden |
| Abbildung   | Altes Taufbecken                 | Heutige Christuskirche | Alte Martinskirche  | u. a. Harpstedter Wappen                       |

## Pfarrhäuser

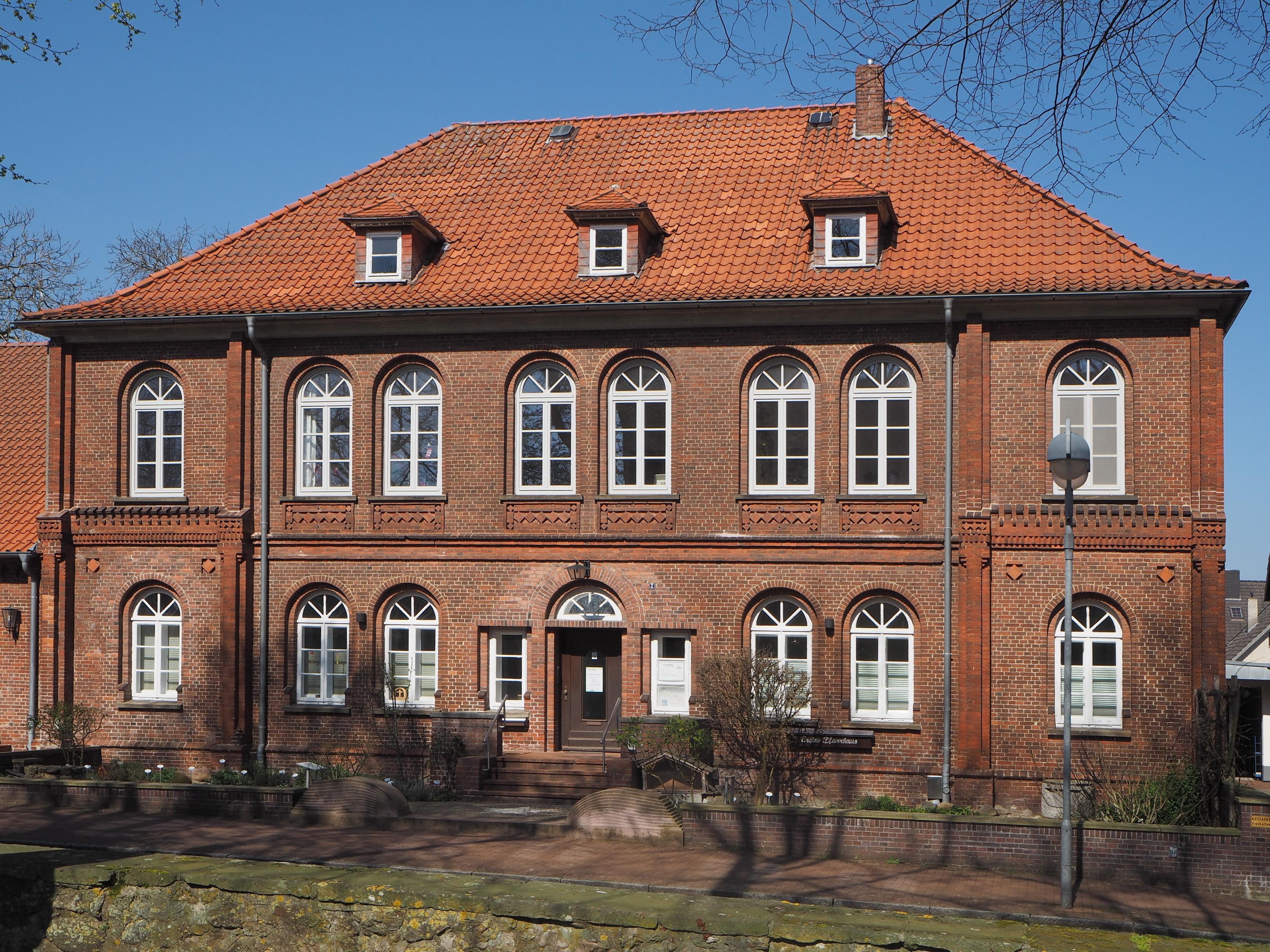
Pfarrhau I in der Ersten Kirchstraße 2

Ursprünglich gehörten zwei Pfarreien zur Kirche mit Pfarrhäusern in der Ersten und Zweiten Kirchstraße. Wegen fehlender Mittel besetzte man die erste Pfarrei im 18. Jahrhundert nicht. 1861 wurde ein erhaltener Neubau an der Ersten Kirchstraße gebaut. Das erhaltene II. Pfarrhaus ist ein Fachwerkhaus von 1740.